# Смертельна красуня (фільм)
Смертельна красуня (англ. Fatal Beauty) — американський бойовик 1987 року.

## Сюжет
Рита — поліцейський, співробітниця відділу по боротьбі з наркотиками. Мужня жінка, практично поодинці, вистежує велику банду наркоділків, що поширюють смертельний наркотик.

## У ролях
- Вупі Голдберг — Рита Ріццолі
- Сем Елліотт — Майк Маршак
- Рубен Бладес — Карл Хіменес
- Гарріс Юлін — Конрад Кролл
- Джон П. Райан — лейтенант Келлерман
- Дженніфер Воррен — Сесіль Джагер
- Бред Дуріф — Лео Нова
- Майк Джоллі — Ерл Скіннер
- Чарльз Галлаган — заступник Гетц
- Девід Гарріс — Рафаель
- Джеймс ЛеГрос — Зак Джагер
- Нілл Баррі — Денні Міфлін
- Марк Пеллегріно — Франкенштейн
- Клейтон Ланді — Джиммі Сільвер
- Фред Аспарагус — Делгаділло
- Катіенн Блор — Шарлін
- Майкл Чемпіон — Базз
- Стів Акагосі — Шигета
- Річард Мілголланд — Чарлі
- Девід Дунард — ковбой у капелюху
- Чіч Марін — бармен
- Джеймс Сміт — Річі
- Ларрі Генкін — Джеррі Мерфі
- Майкл ДеЛоренцо — Флако
- Рік Теллес — Епіфаніо